# Chlorure d'étain(II)
Pour les articles homonymes, voir Chlorure d'étain.
Le chlorure d'étain(II) est un solide ionique cristallin blanc, inodore, de formule brute SnCl2.
Appelé aussi chlorure stanneux, sel d'étain ou dichlorure d'étain. Il ne doit pas être confondu avec le chlorure stannique (SnCl4) ou chlorure d'étain(IV), qui est plus dangereux.

## Préparation
Le chlorure d'étain(II) peut être préparé en dissolvant de l'étain blanc dans de l'acide chlorhydrique, la réaction prend du temps.
2 H3O+ + 2 Cl− + Sn = Sn2+ + 2 Cl− + H2 + 2 H2O

## Propriétés
Le chlorure d'étain (II) s'oxyde lentement à l'air en chlorure stannique. En présence d'or en solution, sa couleur vire au violet.

## Usage
Le chlorure stanneux est utilisé en teinture.
Le chlorure stanneux est aussi un additif alimentaire aux propriétés antioxydantes et fixatrices de la couleur (numéro E512).